# Sheffield (Illinois)
Sheffield es una villa situada en el condado de Bureau, Illinois, Estados Unidos. Tiene una población estimada, a mediados de 2022, de 806 habitantes.

## Geografía
La localidad está ubicada en las coordenadas 41°21′29″N 89°44′21″O / 41.35806, -89.73917 (41.357972, -89.739174). Según la Oficina del Censo de los Estados Unidos, tiene una superficie total de 3.02 km², correspondientes en su totalidad a tierra firme.

## Demografía
Según el censo de 2020, en ese momento había 821 personas residiendo en la localidad. La densidad de población era de 270 hab./km². El 95.25% de los habitantes eran blancos, el 0.24% eran afroamericanos, el 0.61% eran de otras razas y el 3.90% eran de una mezcla de razas. Del total de la población, el 2.56% eran hispanos o latinos de cualquier raza.